# Claude Lempereur de Saint-Pierre
Pour les articles homonymes, voir Saint-Pierre.
Claude Lempereur de Saint-Pierre est un homme politique français né le 27 octobre 1782 à Paris et décédé le 21 novembre 1859 à Saint-Pierre-Langers (Manche).
Propriétaire à Dole, il est député du Jura de 1831 à 1834, siégeant au centre gauche, sans soutenir le ministère. Il est député de la Manche de 1848 à 1849, siégeant comme indépendant. Il démissionne le 24 janvier 1849 et quitte la vie politique. Il est le père de Louis Lempereur de Saint-Pierre, député de la Manche.

## Sources
- « Claude Lempereur de Saint-Pierre », dans Adolphe Robert et Gaston Cougny, Dictionnaire des parlementaires français, Edgar Bourloton, 1889-1891 [détail de l’édition]